# 곽희섭
곽희섭(1973년 ~ )은 대한민국의 KBS 보도본부의 기자이다.

## 학력 및 경력
- 경북고등학교
- 연세대학교 사회학과 학사
- 2000년 1월 KBS  28기 공채 기자
- KBS 보도본부 기자
- 2023년 11월 ~ 2024년 6월 KBS 전략기획실 전략기획국 전략개발부장 겸 재무대책프로젝트팀장
- 2024년 6월 ~ 2024년 12월 : KBS 보도본부 통합뉴스룸 [취재1] 사회부장
- 2024년 12월 ~ : KBS 보도시사본부 보도국 [취재1] 정치외교부장
- 2025년 : KBS 심의평가실 자문위원